# 黑澤由里香
黑澤由里香（日语：／ Kurosawa Yurika，1988年10月14日—），日本女演員。暱稱。出身於千葉縣。irving所屬。身高164cm。AB型血。

## 來歷
2011年，曾經在由專業攝影師選出日本最美麗女性的「2011年日本上鏡大賽」上被選為凖大獎得主。
2012年4月1日，以《淚流滿面的愚人節》（日本古倫美亞）作為歌手出道。由《給我一雙翅膀》的山上路夫作詞，八代亞紀作曲，並在扶植千秋直美等人的鈴木淳的大力支持下，她演唱了“昭和歌謠”。
她以iPhone版掀裙應用程式「PUFF！」成為熱門話題，並出現在阿迪達斯網路廣告「adizero vs MiniSkirt」上。目前以穿裙子的人身分活躍著。

## 人物
- 喜歡機器人。只要是有機器人登場的動畫或電影就會觀賞。另外如果聊到《超時空要塞F》的話題就會停不下來。
- 最喜歡的車是高級SUV悍馬[4]。
- 特長：抖裙、觀察馬體、騎馬、足式高爾夫、高爾夫、日本舞、模仿、排球。她的模仿劇目包括電視劇《極道鮮師》的仲間由紀惠、美國電視影集《飛越比佛利》的凱莎琳。
- 興趣：賽馬、拍攝抖裙照片。
- 喜歡的歌手：中島美雪、YUI、椎名林檎、島谷瞳、宇多田光、柚子、可苦可樂、聯合公園[5]。
- 有一個小她3歳的弟弟[6]。
- 有飼養一隻約克夏㹴，名叫堤可[2]。
- 將來目標是「想成為像井川遙的演員」[3]。

## 演出

### 電影
- 優樹菜 (SHORT SHORTS FILM FESTIVAL&ASIA 2010 presents)（2010年）—飾 沙織[7]
- 亂暴者的世界（日语：乱暴者の世界）（2010年10月10月20日，Theater-N涉谷）—主演：飾

### 電視劇
- 週三推理劇場9（日语：水曜ミステリー9） 山村美紗懸疑劇 不倫調査員 片山由美（日语：不倫調査員・片山由美）9「黑髪人偶殺人事件」（2007年9月19日，東京電視台／BS JAPAN）
- 白色榮光2 ～染血將軍的凱旋～ 第3話（2010年4月20日，富士電視台）
- 週四連續劇 情報之女 ～國稅局查察官～（2010年10月21日—12月9日，朝日電視台）—飾 （太妹）
- 連續劇10 下流之宴（日语：下流の宴）（2011年5月31日—7月19日，NHK）
- Signal 長期未解決事件搜查班 特別篇（2021年3月30日，關西電視台）—飾 女侍應生
- 下雙面騙子 虛假警察（日语：ダブルチート 偽りの警官） Season1 第1話（2024年4月26日，東京電視台、WOWOW）—飾 女侍應生[8]

### 電視動畫
- pupa（2014年）—飾 有田三姊妹[9]
- 長騎美眉（2016年）—飾 一之瀨彌生[10]

### 綜藝節目
- Spartan MX（日语：スパルタンMX）（TOKYO MX）—參加配音試鏡。與其他參與者若狹湊、臼井晴菜和一起組成了名為的組合。
- TV長騎美眉（2014年4月2日—，TOKYO MX）
- （東京電視台）
- （東京電視台）
- 痛快TV 爽快JAPAN（日语：痛快TV スカッとジャパン）（富士電視台）
- （2019年4月4日—，朝日電視台）
- 戀愛心機又怎樣？（日语：ノブナカなんなん?）（2021年2月13日—，朝日電視台）—於Nobu-1大獎賽出場 → 獲得初代王者MVP

### 其它電視節目
- 每個人的競馬（富士電視台：2019年—）—攝影棚來賓
- 馬好王國 ～UmazuKingdom～（日语：馬好王国〜UmazuKingdom〜）（富士電視台：2019年—）—攝影棚來賓
- 競馬BEAT（日语：KEIBA BEAT）（關西電視台／東海電視台、西日本電視台：2019年—）—攝影棚來賓
- 中央賽馬全場轉播（日语：中央競馬全レース中継）（GREEN CHANNEL（日语：グリーンチャンネル）：2013年—）—圍場進展
- 草野仁的Gate J.PLUS（日语：草野仁のスタジオGate J.）（GREEN CHANNEL：2014年2月—）—節目助理

### 廣播節目
- YAMAMAN presents MUSIC SALAD FROM U-kari STUDIO（日语：YAMAMAN presents MUSIC SALAD FROM U-kari STUDIO）（bayfm：2012年4月2日—2015年3月26日）[注 1]
- 長騎美眉電台（HiBiKi Radio Station：2014年4月2日—6月25日）[11]—也在節目裡播放的有聲劇飾演一之瀨彌生。
- 長騎美眉電台 A&G出差版 ～、的動畫大作戰！～（超！A&G+：2014年7月7日—9月29日）[12]
- 長騎美眉電台 ～津田健次郎、五十嵐裕美、黑澤由里香的動畫大作戰！～（超！A&G+：2015年10月5日—12月28日／HiBiKi Radio Station：2015年10月6日—12月29日）[13][14]—僅在超！A&G+發佈的需附費動畫。
- （2017年7月8日—2018年4月14日，MBS電台）—Yanyan Girl's第9期生
- （bayfm）—記者

### 舞台
- 黑革的手帖（日语：黒革の手帖）（2009年4月25日—4月29日，明治座）—飾 女侍應生
- D'TOT 2nd act「LAST SMILE」（2011年2月2日—2月7日，Kinkero Theater（日语：キンケロ・シアター））—飾 Xebec測量士·葉明霞
- Code Geass反叛的魯路修 騷亂前夜祭（2012年4月7日—4月16日，葛飾區文化會館（日语：かつしかシンフォニーヒルズ））—飾 米蕾·阿什弗德
- HYBRID PROJECT Vol.9「沃爾特·米蒂再見（再演）」（2012年10月20日—21日，三麗鷗彩虹樂園探索劇院／2012年10月26日—11月3日，橫濱相鐵本多劇場）—飾 裕子[15]
- 戰國降臨GirlR（2014年10月—11月，六行會大廳）—飾 雪蘭
- Hi！sun.第六作目（2019年5月15日—19日，千本櫻大廳）
- 甜心戰士 Emotional（日语：Cutie Honey Emotional）（2020年2月6日—9日，陽光劇場（日语：サンシャイン劇場））—飾 阿爾方努
  - 甜心戰士 The Live ～秋之文化祭～（2020年9月30日—10月4日，1010劇院（日语：シアター1010））—飾 阿爾方努
  - 甜心戰士CLIMAX（2021年6月17日—20日，1010劇院）—飾 阿爾方努

### 廣告
- 美SPA 沙龍入浴劑篇
- 東芝清潔劑（飾演OL）
- 洋服青山（日语：青山商事）篇
- ONKYO（日语：オンキヨー）
- adidas 網路廣告「adizero vs MiniSkirt （页面存档备份，存于）」 （日語）—YouTube上的觀看次數達到100萬次[16]。
- ABC-Mart（日语：ABCマート） （2011年11月9日—11月13日）
- Y！mobile篇
- 手機遊戲

### 智能手機
- PUFF！ for iPhone（1st Avenue，2009年9月30日／目前停止發佈）—掀裙程式iPhone版
- （FJ IDEAS，2010年1月28日）—節煙應援iPhone程式需付費下載版
- Lite版（FJ IDEAS，2010年2月23日）—節煙應援iPhone程式免費下載版
- PUFF！ for Android（1st Avenue，2010年4月1日—）—掀裙程式Android版
- 熱犬通信 for Android—寫真偶像（講談社，2011年9月22日—10月5日）
- 優樹菜 （页面存档备份，存于） for iPhone/Android（Pacific Voice，2011年11月4日—）

### 模特兒
- 樂天市場 Embellir Back館—專屬模特兒
- 東京電玩展2011（2011年9月15日—9月18日）—卡普空展區導航助理

## 音樂作品

### 單曲
| 枚數         | 發行日期     | 單曲名稱（日文原名） |
| 日本古倫美亞 | 日本古倫美亞 | 日本古倫美亞         |
| ------------ | ------------ | -------------------- |
| 1st          | 2012年4月1日 | 淚流滿面的愚人節（涙のエイプリルフール） |

- 我比任何人都更愛你（日语：誰より好きなのに）—由Spartan MX（日语：スパルタンMX）組成的組合翻唱。用作《pupa》和《TV長騎美眉》的片尾主題曲。

## 作品

### 形象視頻
- （2010年3月26日，講談社）
- Lilium（2018年1月26日，S-DIGITAL）
- （2018年7月25日，outvision）

## 受獎
- Photo Genic Japan Contest 2011—準大獎
- 夕刊富士 ZAKZAK THE QUEEN 2011—第一階段提名（2011年9月7日—）

## 腳註

## 外部連結
- 黑澤由里香｜株式會社irving （日語）
- （日語）—黑澤由里香的官方個人部落格。
- 黑澤由里香的X（前Twitter） （日語）
- 黑澤由里香的Instagram帳戶 （日語）
- Facebook 黑澤由里香 後援會官網 （日語）
- 電影「亂暴者的世界」公式官網 （日語）